# Kevin Kampl
Kevin Kampl (Solingen, 9 de outubro de 1990) é um futebolista profissional esloveno nascido na Alemanha que atua como meia. Atualmente, joga pelo RB Leipzig.

## Carreira
Kampl começou a carreira no Bayer Leverkusen.

## Títulos
Red Bull Salzburg
- Bundesliga Austríaca: 2013–14
- Copa da Áustria: 2013–14

RB Leipzig
- Copa da Alemanha: 2021–22, 2022–23
- Supercopa da Alemanha: 2023